# Мотрип
Мотрип (на немски: MoTrip) е германски рапър от ливански произход. Най-известен е с песента си „So wie du bist“.
Роден е в Бйрут, столицата на Ливан. През 1990 г. семейството му емигрира в Германия и заживява в Аахен.
От 2011 г. е включен в каталога на „Юнивърсъл Мюзик“.
През 2012 г. издава първия си албум „Embryo“. През същата година благодарение на колегата си Сидо е включен в саундтрака към филма „Blutzbrüdaz“.

## Дискография
Студийни албуми
- Embryo (2012)
- Mama (2015)